# 153. Reserve-Division (Wehrmacht)
Die 153. Reserve-Division war eine deutsche Infanteriedivision im Zweiten Weltkrieg.

## Divisionsgeschichte

### 153. Division und Division Nr. 153
Am 26. August 1939 wurde in Potsdam der Kommandeur der Ersatztruppen III aufgestellt, welcher die Ersatztruppen des Wehrkreises III befehligte. Anfang November 1939 wurde die Dienststelle zum Kommandeur der Ersatztruppen I./III. erweitert, aber bereits einige Tage später zur 153. Division umbenannt. Seit Mitte Dezember 1939 hieß die Division dann Division Nr. 153.
Gliederung März 1940:
- Infanterie-Ersatz-Regiment 23 (Potsdam) mit Bataillon 9, 178 und 323
- Infanterie-Ersatz-Regiment 76 (Brandenburg) mit Bataillon 68, 230 und 386
- Infanterie-Ersatz-Regiment 218 (Spandau) mit Bataillon 67, 203 und 397
- Infanterie-Ersatz-Regiment (mot.) 83 (Eberswalde) mit Bataillon 99, Schützen-Ersatz-Bataillon 3 und 8
- Artillerie-Ersatz-Regiment 168 (Potsdam) mit Abteilung 23, 176 und 218
- Artillerie-Ersatz-Regiment (mot.) 23 (Eberswalde) mit Abteilung 59 und 75
- Aufklärungs-Ersatz-Abteilung (mot.) 3 (Stahnsdorf)
- Panzer-Ersatz-Abteilung 5 und 10 (Neuruppin)
- Divisions-Einheiten, u. a. mit Pionier-Ersatz-Bataillon 3 und Eisenbahn-Pionier-Ersatz-Bataillon 4

Kommandeur war von der Aufstellung der Dienststelle bis Dezember 1939 Generalleutnant Curt Schönheinz. Anschließend führte Oberst/Generalmajor/Generalleutnant Otto Schröder die Division. Von Juli 1942 bis zur Umbenennung in 153. Reserve-Division war der Generalleutnant Diether von Boehm-Bezing Kommandeur.

### 153. Reserve-Division
Die Division wurde am 11. September 1942 durch den Wehrkreis III aus der Division Nr. 153 durch Abgabe der Ersatztruppenteile an die Division Nr. 463 aufgestellt. Hauptquartier war Potsdam.
Die Division wurde direkt in die Ukraine verlegt. Am 10. Dezember 1942 wurde die Division, bis auf die auf der Krim oder bei der Heeresgruppe Süd stehenden Teile, in die neu aufzustellende 153. Feldausbildungs-Division umbenannt.
Gliederung:
- Reserve-Infanterie, später Grenadier-Regiment 23 mit Bataillon 178, 68 und 477
- Reserve-Infanterie, später Grenadier-Regiment 218 mit Bataillon 67, 203 und 309
- Reserve-Infanterie, später Grenadier-Regiment 257 mit Bataillon 338, 457 und 466
- Reserve-Artillerie-Regiment 3 mit Abteilung 3 und 23
- Reserve-Pionier-Bataillon 3

Kommandeur war der Kommandeur der Division Nr. 153, Generalleutnant Diether von Boehm-Bezing.